# Pseudarthria hookeri
Pseudarthria hookeri är en ärtväxtart som beskrevs av Robert Wight och George Arnott Walker Arnott. Pseudarthria hookeri ingår i släktet Pseudarthria och familjen ärtväxter. Inga underarter finns listade i Catalogue of Life.

## Bildgalleri

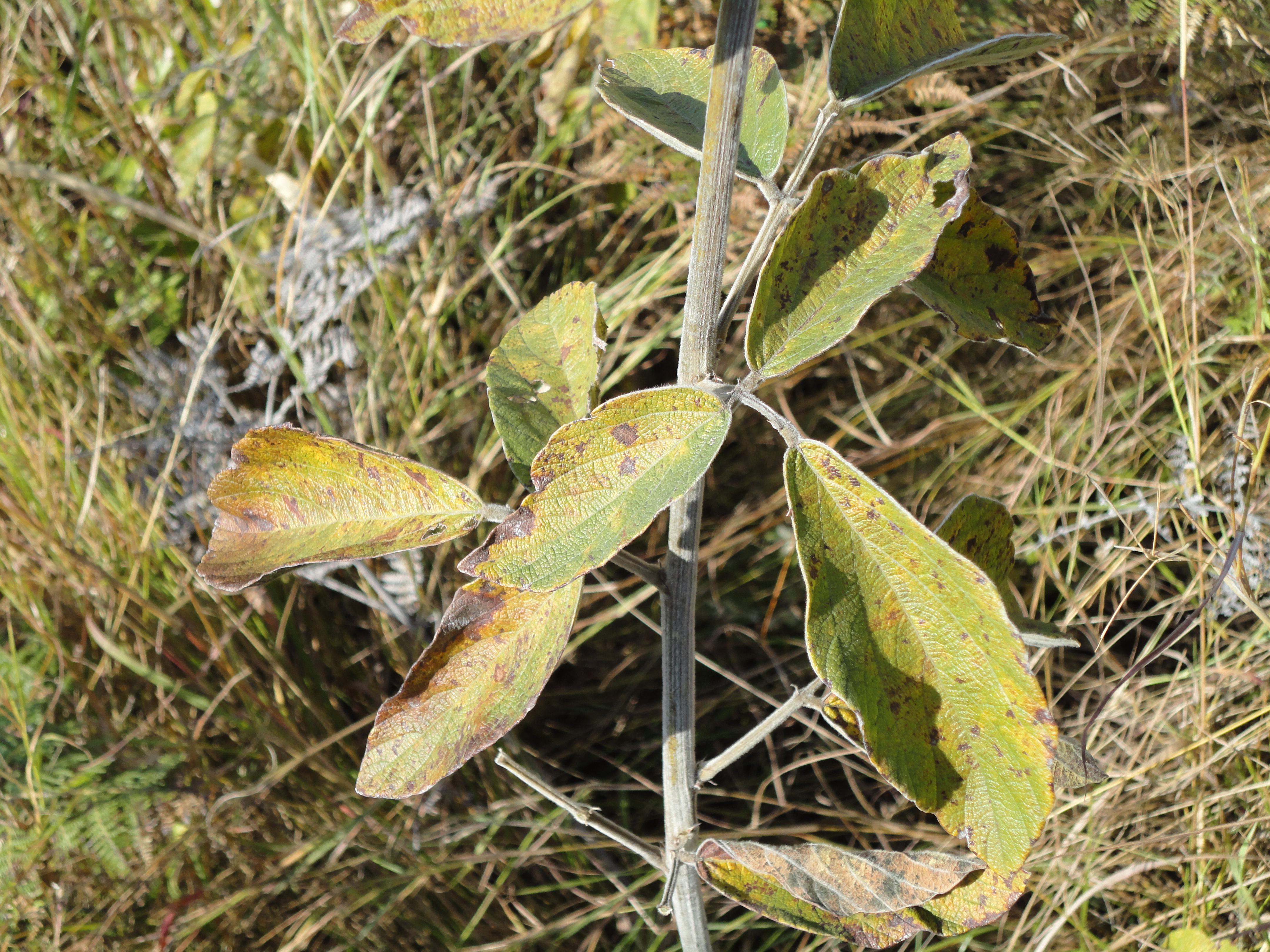
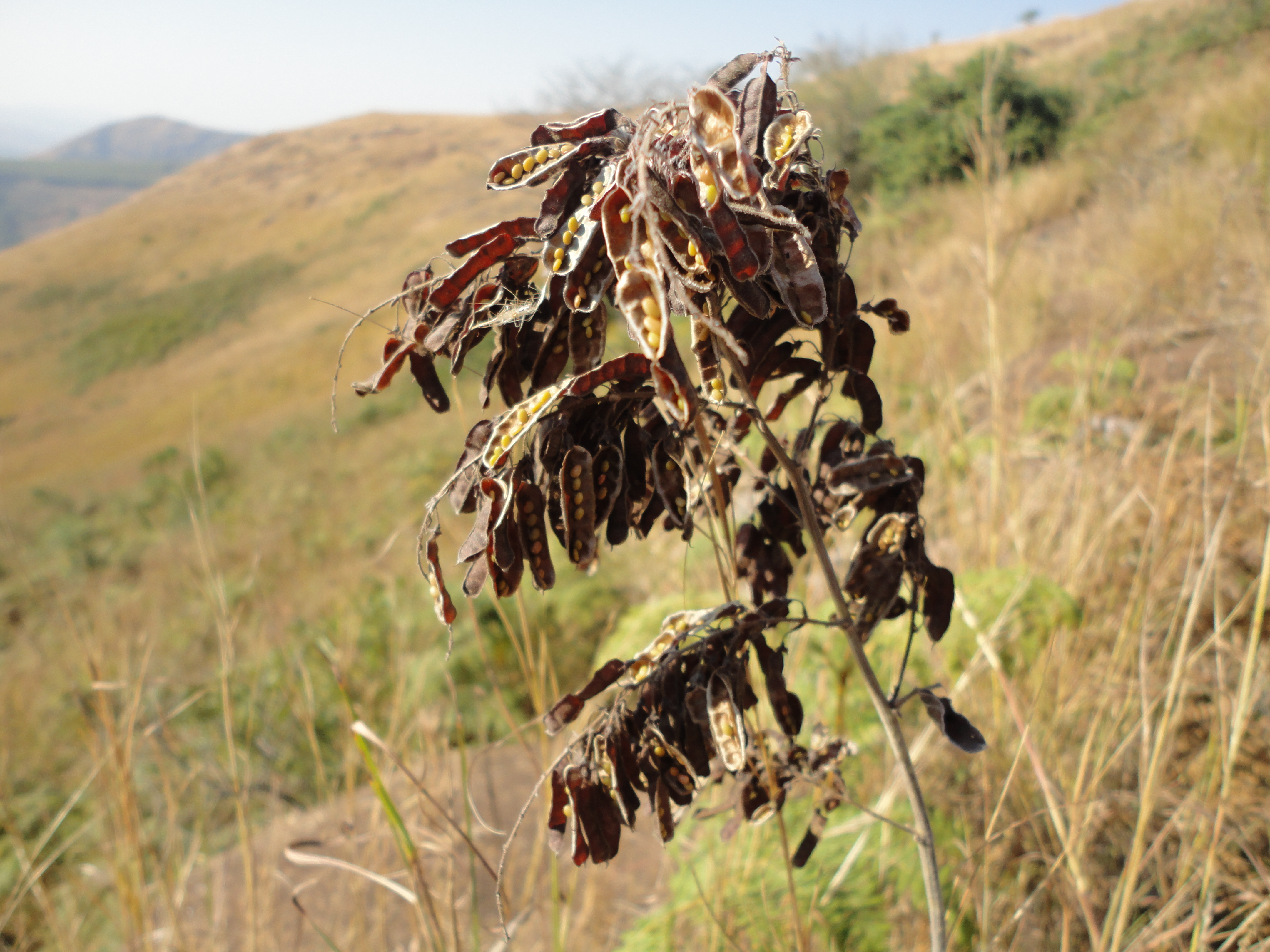
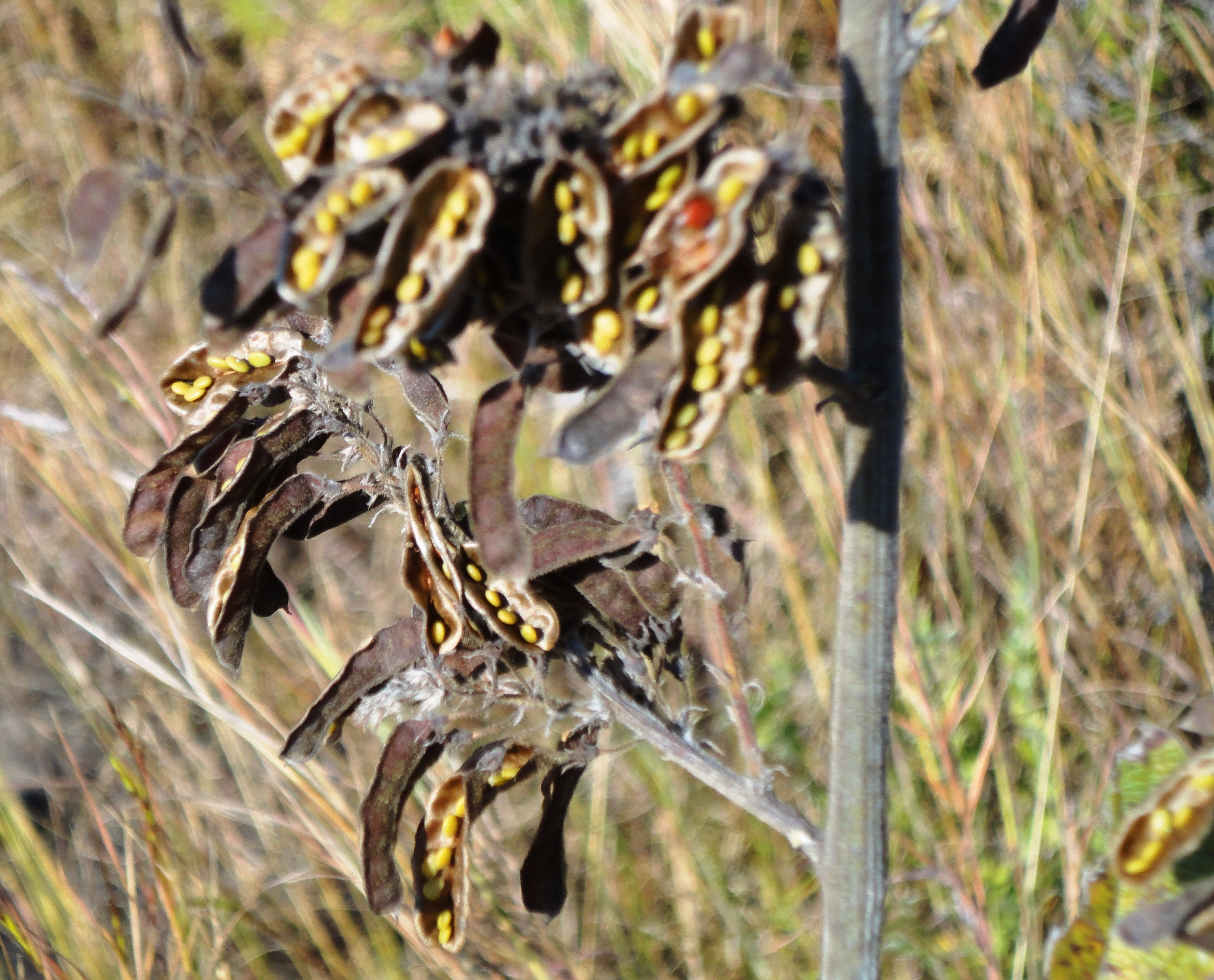
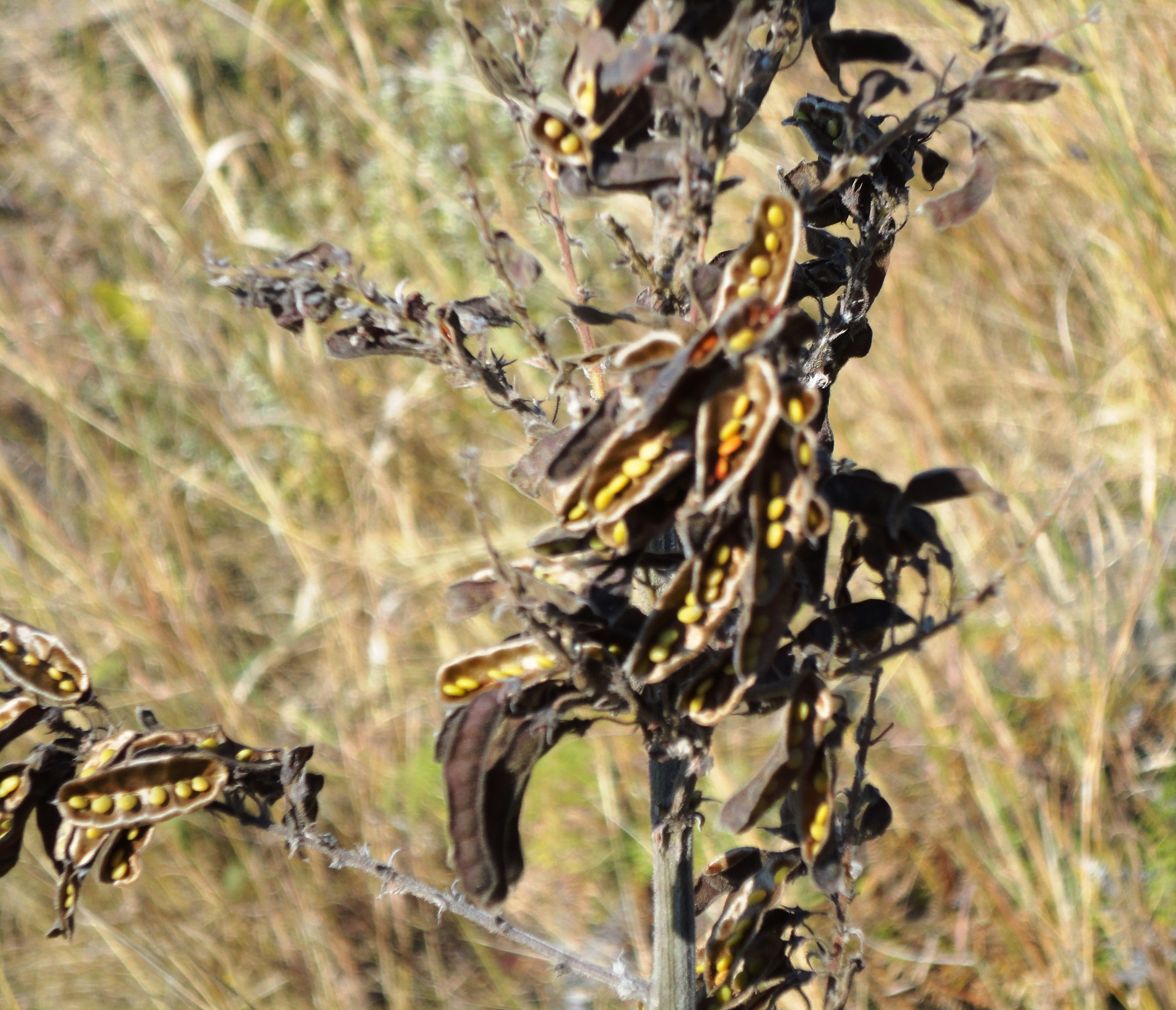